# Zekelita eremialis
Zekelita eremialis är en fjärilsart som beskrevs av Swinhoe 1889. Zekelita eremialis ingår i släktet Zekelita och familjen nattflyn. Inga underarter finns listade i Catalogue of Life.